# Friedrich Fritz (Politiker)
Friedrich Fritz (* 30. März 1906 in Welzheim-Gausmannsweiler; † 24. Februar 1979 in Stuttgart) war ein deutscher Politiker der CDU.

## Leben und Beruf
Nach der Mittleren Reife ließ sich Fritz, der evangelischen Glaubens war, zum Landwirt ausbilden. Zunächst in Norddeutschland als Domänenverwalter tätig, übernahm er 1938 den elterlichen Milchwirtschaftshof. Noch kurz vor Kriegsende zur Wehrmacht eingezogen, geriet er in französische Gefangenschaft, aus der er erst 1948 entlassen wurde. Fritz war Aufsichtsratsmitglied der Württembergischen Milchverwertungs AG.

## Abgeordneter
Fritz war von 1950 bis 1956 Gemeinderat in Welzheim. Er gehörte von 1957 bis 1961 und von 1965 bis 1969 dem Deutschen Bundestag an. Er vertrat den Bundestagswahlkreis Waiblingen im Parlament.
| Personendaten    | Personendaten                  |
| ---------------- | ------------------------------ |
| NAME             | Fritz, Friedrich               |
| KURZBESCHREIBUNG | deutscher Politiker (CDU), MdB |
| GEBURTSDATUM     | 30. März 1906                  |
| GEBURTSORT       | Welzheim-Gausmannsweiler       |
| STERBEDATUM      | 24. Februar 1979               |
| STERBEORT        | Stuttgart                      |